# ナワポン・タムロンラタナリット
ナワポン タムロンラタナリット(タイ語: นวพล ธำรงรัตนฤทธิ์, 英語: Nawapol Thamrongrattanarit、1984年2月4日 - )はタイの脚本家、作家、映画監督である。ニックネームはเต๋อ。自主制作映画である「マリー・イズ・ハッピー」が、2013年スパンナホン賞で10部門ノミネート、4部門受賞したことで一躍有名人となった。

## 経歴
ナワポンは華系タイ人であり、弟はDr. Atthaphon Thamrongrattanaritである。Nawaminthrachinuthit Bodindecha School(中等学校)を卒業し、チュラロンコン大学芸術学部に進学して中国語の学士号を得る。大学在学中から試行錯誤しつつ短編映画制作を始めていた。卒業後、ナワポンはフリーランサーになるつもりで、いつも自分の映画をコンテストに出品しており、2006年には実験的短編ドキュメンタリー映画である See でFat Film Festival 2部門で受賞した。。この映画は、彼が映画会社GTHのプロデューサーのジラ マリクンとVanridee Pongsittisakの編集キャンプに応募するために作ったものである。彼らはこの映画のことを覚えており、ナワポンは脚本キャンプに参加した後BTS - Bangkok Traffic (Love) Storyやトップ・シークレット 味付のりの億万長者の脚本を執筆した。
その後ナワポンは、自身の短編映画と長編映画の制作を開始した。 2012 年 6 月に自身の自主映画レーベル VERY SAD PICTURES より公開した初作品「36のシーン」は、自己資金による自主制作映画であり、制作セットもすべて自身で組んだものである。この映画は第17回釜山国際映画祭で2つの賞を受賞し 、彼はこの映画で映画監督としての地位を確立した。その後、ナワポンはミュージック・クリップや短編映画、そしてフリーランス、ダイ・トゥモロー、マリー・イズ・ハッピー、そして2019年に公開されたハッピー・オールド・イヤーのような、流行にのったり、流行から外れたりした長編映画を継続的に作り出している。

## 作品

### 長編映画
| 年     | 題名                                    | 監督 | 製作 | 脚本 | 撮影監督 | 興行収入        |
| ------ | --------------------------------------- | ---- | ---- | ---- | -------- | --------------- |
| 2009年 | BTS - Bangkok Traffic (Love) Story      | No   | No   | Yes  | No       | 1億4700万バーツ |
| 2011年 | トップ・シークレット 味付のりの億万長者 | No   | No   | Yes  | No       | 3800万バーツ    |
| 2012年 | Home                                    | No   | No   | Yes  | No       | 1629万バーツ    |
| 2012年 | 36のシーン                              | Yes  | Yes  | Yes  | No       |                 |
| 2012年 | セブン・サムシング                      | No   | No   | Yes  | No       | 7000万バーツ    |
| 2013年 | マリー・イズ・ハッピー                  | Yes  | No   | Yes  | No       | 600万バーツ     |
| 2014年 | あの店長                                | Yes  | No   | No   | No       |                 |
| 2015年 | フリーランス                            | Yes  | No   | Yes  | No       | 8670万バーツ    |
| 2017年 | ダイ・トゥモロー                        | Yes  | No   | Yes  | No       | 406万バーツ     |
| 2018年 | BNK48: Girls Don't Cry                  | Yes  | No   | No   | Yes      | 1,335万バーツ   |
| 2019年 | ハッピー・オールド・イヤー              | Yes  | Yes  | Yes  | No       | 5500万バーツ    |
| 2022年 | FAST & FEEL LOVE                        | Yes  | Yes  | Yes  | No       | 1,145万バーツ   |

### 短編映画(監督)
- ทางโลก (2009)
- ปาณาติปาตา (2010) [4]
- มั่นใจว่าคนไทยเกินหนึ่งล้านคนเกลียดเมธาวี (2011) [5] [6]
- SORRY (2012)
- Patcha is Sexy (2014)
- Scene 37 (2014)
- Scene 38 (2015)
- ROMPBOY - 39 (2016)
- My Marathon (2018)
- Friendshit (2018)
- Face/Off (2018)
- Rachel + Elizabeth and 5 roads to technology (2018)
- From Mate To Mate (2018)
- Free Your Hunger (2020)

### ミュージックビデオ(監督)
- อุคริ จุ๊บุ๊ หุหุ - Slur
- ฉันผิดที่คิดว่าเรารักกัน - Ging the Star
- หมุน - Greasy Cafe
- นักเลงคีย์บอร์ด - Apiwat Ueathavornsuk
- เอาแต่ใจ - Yellow Fang
- บทเพลงจากตัวฉันเอง - วัชรพงศ์ ตันเต๊ก

### 本
- ที่โรงภาพยนตร์ไกลบ้านคุณ (2008)
- ไทยจัง
- Joystick
- ฮ่องกงกึ่งสำเร็จรูป
- เมดอินไทยแลนด์ (2012)
- 4-6 (2013)
- เมดอินไทยแลนด์ 2 (2014)
- for 610 days, i've stayed with these two (2016)

## 褒美

### スパンナホン賞
| 年                 | 主題                       | ブランチ     | 結果       |
| ------------------ | -------------------------- | ------------ | ---------- |
| 2012年 第22回      | Home                       | 最優秀脚本賞 | ノミネート |
| 2013年 第23回      | マリー・イズ・ハッピー     | 最優秀監督賞 | ノミネート |
| 2013年 第23回      | マリー・イズ・ハッピー     | 最優秀脚本賞 | ノミネート |
| 2015年 第25回      | フリーランス               | 最優秀監督賞 | 受賞       |
| 2015年 第25回      | フリーランス               | 最優秀脚本賞 | 受賞       |
| 2017年 第27回      | ダイ・トゥモロー           | 最優秀監督賞 | ノミネート |
| 2017年 第27回      | ダイ・トゥモロー           | 最優秀脚本賞 | ノミネート |
| 2019-2020年 第29回 | ハッピー・オールド・イヤー | 最優秀映画賞 | ノミネート |
| 2019-2020年 第29回 | ハッピー・オールド・イヤー | 最優秀監督賞 | ノミネート |
| 2019-2020年 第29回 | ハッピー・オールド・イヤー | 最優秀脚本賞 | ノミネート |

### Bangkok Critics Assembly Awards
| 年            | 主題                                    | ブランチ     | 結果       |
| ------------- | --------------------------------------- | ------------ | ---------- |
| 2011年第20回  | トップ・シークレット 味付のりの億万長者 | 最優秀脚本賞 | ノミネート |
| 2012年 第21回 | Home                                    | 最優秀脚本賞 | ノミネート |
| 2012年 第21回 | 36のシーン                              | 最優秀映画賞 | ノミネート |
| 2012年 第21回 | 36のシーン                              | 最優秀監督賞 | ノミネート |
| 2012年 第21回 | 36のシーン                              | 最優秀脚本賞 | ノミネート |
| 2013年 第22回 | マリー・イズ・ハッピー                  | 最優秀監督賞 | ノミネート |
| 2013年 第22回 | マリー・イズ・ハッピー                  | 最優秀脚本賞 | ノミネート |
| 2014年第23回  | あの店長                                | 最優秀監督賞 | ノミネート |
| 2015年 第24回 | フリーランス                            | 最優秀監督賞 | 受賞       |
| 2015年 第24回 | フリーランス                            | 最優秀脚本賞 | 受賞       |
| 2019年 第28回 | ハッピー・オールド・イヤー              | 最優秀映画賞 | ノミネート |
| 2019年 第28回 | ハッピー・オールド・イヤー              | 最優秀監督賞 | ノミネート |
| 2019年 第28回 | ハッピー・オールド・イヤー              | 最優秀脚本賞 | ノミネート |

### Starpics Thai Films Awards
| 年            | 主題                                    | ブランチ     | 結果       |
| ------------- | --------------------------------------- | ------------ | ---------- |
| 2011年 第9回  | トップ・シークレット 味付のりの億万長者 | 最優秀脚本賞 | ノミネート |
| 2012年 第10回 | Home                                    | 最優秀脚本賞 | ノミネート |
| 2012年 第10回 | 36のシーン                              | 最優秀映画賞 | ノミネート |
| 2012年 第10回 | 36のシーン                              | 最優秀監督賞 | ノミネート |
| 2012年 第10回 | 36のシーン                              | 最優秀脚本賞 | ノミネート |
| 2013年 第11回 | マリー・イズ・ハッピー                  | 最優秀監督賞 | 受賞       |
| 2013年 第11回 | マリー・イズ・ハッピー                  | 最優秀脚本賞 | ノミネート |
| 2014年第12回  | あの店長                                | 最優秀監督賞 | ノミネート |
| 2015年 第13回 | フリーランス                            | 最優秀監督賞 | 受賞       |
| 2015年 第13回 | フリーランス                            | 最優秀脚本賞 | ノミネート |
| 2019年 第17回 | ハッピー・オールド・イヤー              | 最優秀映画賞 | ノミネート |
| 2019年 第17回 | ハッピー・オールド・イヤー              | 最優秀監督賞 | 受賞       |
| 2019年 第17回 | ハッピー・オールド・イヤー              | 最優秀脚本賞 | ノミネート |

### Komchadluek Award
| 年             | 主題                                    | ブランチ     | 結果       |
| -------------- | --------------------------------------- | ------------ | ---------- |
| 2011 年第 9 版 | トップ・シークレット 味付のりの億万長者 | 最優秀脚本賞 | ノミネート |
| 2012年 第10回  | 36のシーン                              | 最優秀映画賞 | 受賞       |
| 2012年 第10回  | 36のシーン                              | 最優秀監督賞 | ノミネート |
| 2012年 第10回  | 36のシーン                              | 最優秀脚本賞 | 受賞       |
| 2013年 第11回  | マリー・イズ・ハッピー                  | 最優秀監督賞 | 受賞       |
| 2013年 第11回  | マリー・イズ・ハッピー                  | 最優秀脚本賞 | ノミネート |
| 2014年第12回   | あの店長                                | 最優秀監督賞 | 受賞       |
| 2015年 第13回  | フリーランス                            | 最優秀監督賞 | ノミネート |
| 2015年 第13回  | フリーランス                            | 最優秀脚本賞 | ノミネート |
| 2018年第15回   | BNK48: Girls Don't Cry                  | 最優秀監督賞 | ノミネート |
| 2019年 第16回  | ハッピー・オールド・イヤー              | 最優秀映画賞 | ノミネート |
| 2019年 第16回  | ハッピー・オールド・イヤー              | 最優秀監督賞 | 受賞       |
| 2019年 第16回  | ハッピー・オールド・イヤー              | 最優秀脚本賞 | ノミネート |

### Thai Film Director Award
| 年            | 主題                       | ブランチ     | 結果       |
| ------------- | -------------------------- | ------------ | ---------- |
| 2014年 第4回  | あの店長                   | 最優秀監督賞 | ノミネート |
| 2015年 第5回  | フリーランス               | 最優秀監督賞 | 受賞       |
| 2017年 第7回  | ダイ・トゥモロー           | 最優秀監督賞 | ノミネート |
| 2017年 第7回  | ダイ・トゥモロー           | 最優秀脚本賞 | ノミネート |
| 2019年 第10回 | ハッピー・オールド・イヤー | 最優秀映画賞 | Runner-up  |
| 2019年 第10回 | ハッピー・オールド・イヤー | 最優秀監督賞 | Runner-up  |
| 2019年 第10回 | ハッピー・オールド・イヤー | 最優秀脚本賞 | 受賞       |

## 参照
1. ↑  “เต๋อ – นวพล ธำรงรัตนฤทธิ -247freemag”. 2014年1月22日時点のオリジナルよりアーカイブ。2022年10月14日閲覧。
2. ↑  “หนังเป็นศาสตร์ศิลปะที่ยาก เพราะไม่มีบรรทัดฐานที่แน่นอนว่าหนังเรื่องนี้ดีหรือไม่ดี ถูกหรือผิด”. 2022年10月14日閲覧。
3. ↑  เต๋อ นวพล เจ๋งส่ง 36 คว้า 2 รางวัลจากจากเทศกาลหนังปูซาน
4. ↑  ปาณาติปาตาหนังสั้นของเต่อ ณวพล
5. ↑  “[วิจารณ์] มั่นใจว่าคนไทยเกิน 1 ล้านคนเกลียดเมธาวี – ตัดสินใครด้วยสิ่งไหน ?”. 2016年3月12日時点のオリジナルよりアーカイブ。2015年4月1日閲覧。
6. ↑  มั่นใจว่าคนไทยเกิน 1 ล้านคนเกลียดเมธาวี...